# Last Vote
Last Vote — швейцарская рок-группа, созданная весной 2002 года.

## История
Основана весной 2002 года четырьмя опытными музыкантами из местной альтернативной сцены. После своих первых шагов на региональных концертах в 2003 года они записали свой первый демоальбом в городе Базеле. Этот альбом был выпущен в 2004 году под названием Rise and fall.
Осенью 2004 года к Last Vote присоединяется виолончелистка, что ведёт к дальнейшему развитию их собственного стиля.
Летом 2005 года состоялся концерт на Basler Kulturfloss (сцена была на воде), где они играли перед сотнями зрителей, стоящих на берегу реки.
Весной 2006 года они заключили контракт с Helium Records.

## Состав
- Доминик Фишер (Dominik Fischer) — гитара.
- Роман Штайнер (Roman Steiner) — гитара, вокал.
- Хансмартин Хехманн (Hansmartin Jehrmann) — бас-гитара.
- Кристиан Дилл (Christian Dill) — ударные, семплы.
- Тило Хелач (Tilo Herlach) — виолончель.

## Дискография
- jfk Sampler (2003) — записан в Basel City Studios в марте 2003 года.
- Rise and Fall (2004) — записан в Basel City Studios в декабре 2003 года.
- Pottwalplatte (2006) — произведения группы включены в сборник совместно с произведениями других музыкантов.
- there is sound (2007) — записан в студии Helium Records в Базеле.